# Omphalotropis plicosa
Omphalotropis plicosa foi uma espécie de gastrópodes da família Assimineidae.
É endémica da Maurícia.